# Bianca Della Porta
Bianca Della Porta (née le 23 mars 1991 à Dorval dans la province de Québec au Canada) est une joueuse canadienne de hockey sur glace.

## Biographie
Della Porta commence à jouer au hockey dès l'âge de 8 ans. Elle joue plusieurs saisons avec les Sélects Midget AA du Lac Saint-Louis. Lors de la saison 2008-09, elle contribue au triomphe de son équipe à la Coupe Dodge,. Le seul point négatif de la saison est le refus de Hockey Québec de permettre à une équipe féminine québécoise de prendre part aux championnats canadiens Midget AA
Les saisons suivantes, en 2009-2010 et 2010-11, elle évolue avec les Blues du Collège Dawson dans la Ligue de hockey féminin collégial AA,. En 2011, elle participe au Match des étoiles de la ligue collégiale.
En 2011-12, elle se joint aux Stars de Montréal dans la Ligue canadienne de hockey féminin (LCHF). C'est sa première saison au hockey féminin professionnelle. Elle est la plus jeune joueuse de l'équipe des Stars. En 27 matchs, elle marque 2 buts et obtient 7 mentions d'assistance. Son rôle étant davantage défensif.

## Honneurs et distinctions individuelles
- Championne de la Coupe Clarkson 2012
- Championne d'un championnat de saison régulière dans la LCHF
- Participation au Match des étoiles collégiales AA (2011)
- Championne de la Coupe Dodge (2009)

## Vie personnelle
Hors de la glace, Della Porta est étudiante en éducation physique.